# Congos (Folterinstrument)
Die Congos waren eine Disziplinarmaßnahme oder Strafe, die in Portugiesisch-Timor im 19. Jahrhundert verwendet wurde. Die Opfer wurden für mehrere Tage an einem Pfosten gefesselt und ihnen große Steine an einem Seil um den Hals gehängt. Es kam auch zu Todesfällen durch diese Folter. Die Strafe soll auf Timor üblich bei schweren Verbrechen, wie Verrat und Rebellion gewesen sein. Berichtet wird, dass auch Kolonialsoldaten diese Folter bei Timoresen und auch eigenen Männern anwendeten, so im Krieg von Laleia (1878–1880).